# الم‌لو تبریز
الم‌لو تبریز روستایی است که در استان اردبیل، شهرستان پارس‌آباد، بخش اصلاندوز، دهستان قشلاق غربی قرار دارد.

## جمعیت
بر اساس سرشماری سال ۱۳۸۵ جمعیت این روستا ۲۲۹ نفر با ۳۶ خانوار بوده‌است.